# Deyvillers
Deyvillers je francouzská obec v departementu Vosges, v regionu Grand Est.

## Znak
Prsten, který drží orel, je znakem svatého Arnoula, biskupa z Mét, zelené pozadí jsou lesy kolem obce.

## Vývoj počtu obyvatel
Počet obyvatel